# RQDA
RQDA est un logiciel libre d'analyse qualitative. Il est installable et fonctionne dans R mais a sa propre fenêtre.
Dans la fenêtre graphique, on peut utiliser les fonctions suivantes :
- Import de documents de texte
- Utilisation de documents dans une autre langue que l'anglais ; le chinois simplifié est supporté
- Mémos pour les documents, codes, codage, projet, dossiers, etc.
- Format unique en *.rqda qui est géré par les bases de données SQLite
- Catégorisation des codes (les arborescences sont évitées)
- Catégorisation des fichiers
- Recherche par mot-clé, y compris dans un fichier ouvert
- Recherche d'informations sur un cas sélectionné sur le web
- Renommer des fichiers, codes, catégories, etc.

Grâce aux fonctions de R, on peut également :
- importer un lot de fichiers ;
- calculer le rapport entre deux codages, compte tenu des index de codage ;
- faire un résumé de codage ;
- exporter des fichiers ;
- faire des opérations booléennes (OR et NOT).